# Nesotrochis
Nesotrochis ist eine ausgestorbene Gattung mit drei Arten aus der Ordnung der Kranichvögel, die vom Pleistozän bis zum späten Holozän auf den Antillen vorkamen. Der Name leitet sich von den altgriechischen Wörtern nesos (νῆσος) für „Insel“ und trochos (τροχός) für „laufen“ ab, was darauf hindeutet, dass diese Vögel flugunfähig waren.
Alle Arten sind nur von Knochenmaterial bekannt. Nesotrochis debooyi wurde anhand von Knochen in archäologischen Lagerstätten auf den Amerikanischen Jungferninseln beschrieben. Später wurden Überreste in Puerto Rico entdeckt. Diese Art überlebte bis ins Holozän.
Anfangs vermutete Alexander Wetmore, dass Nesotrochis mit der Gattung Aramides verwandt ist, die ihren Ursprung in Südamerika hat. Später betrachtete er Nesotrochis als verwandt mit den Teichrallen (Gallinula), was von Storrs L. Olson unterstützt wurde. Die kubanische Art Nesotrochis picapicensis wurde 1971 von Bernd Stephan und Karlheinz Fischer als Blässhuhn, Fulica picapicensis, beschrieben, 1974 jedoch aufgrund osteologischer Merkmale von Olson in die Gattung Nesotrochis gestellt. Nesotrochis steganinos von Hispaniola wurde als neue Art beschrieben.
Nesotrochis debooyi war die größte Art der Gattung gefolgt von Nesotrochis picapicensis und Nesotrochis steganinos
Im Jahr 2021 wies die DNA-Analyse eines vollständigen mitochondrialen Genoms von Nesotrochis steganinos darauf hin, dass es sich nicht um Rallen (Rallidae), sondern um eine eigenständige Linie von Kranichvögeln handelt, wobei wahrscheinlich ihre nächsten Verwandten die in Afrika, Madagaskar, Neuguinea und Wallacea beheimatete Familie der Besenschwanzrallen (Sarothruridae) und die ausgestorbene Familie Aptornithidae von Neuseeland sind.
Die Gattung Nesotrochis teilt diagnostische Hypotarsus-Merkmale mit den Besenschwanzrallen und den Binsenrallen (Heliornithidae), die sich von den Rallen unterscheiden. Morphologische und ökologische Konvergenz ist bei den Rallen und den nahe verwandten Besenschwanzrallen weit verbreitet.

## Systematik
Vereinfachtes Kladogramm nach Oswald et al., 2021
|                                                 | Mentocrex kioloides   |
|                                                 |                       |
|                                                 | Mentocrex beankaensis |
|                                                 |                       |
|                                                 | Sarothrura rufa       |
|                                                 |                       |
|                                                 | Rallicula forbesi     |
| Vorlage:Klade/Wartung/3 Vorlage:Klade/Wartung/4 |                       |

|  | Aptornis defossor †    |
|  |                        |
|  | Aptornis otidiformes † |
|  |                        |

|                                                 | Mentocrex kioloides   |
|                                                 |                       |
|                                                 | Mentocrex beankaensis |
|                                                 |                       |
|                                                 | Sarothrura rufa       |
|                                                 |                       |
|                                                 | Rallicula forbesi     |
| Vorlage:Klade/Wartung/3 Vorlage:Klade/Wartung/4 |                       |

|  | Aptornis defossor †    |
|  |                        |
|  | Aptornis otidiformes † |
|  |                        |

|                                                 | Mentocrex kioloides   |
|                                                 |                       |
|                                                 | Mentocrex beankaensis |
|                                                 |                       |
|                                                 | Sarothrura rufa       |
|                                                 |                       |
|                                                 | Rallicula forbesi     |
| Vorlage:Klade/Wartung/3 Vorlage:Klade/Wartung/4 |                       |

|  | Aptornis defossor †    |
|  |                        |
|  | Aptornis otidiformes † |
|  |                        |

|                                                 | Mentocrex kioloides   |
|                                                 |                       |
|                                                 | Mentocrex beankaensis |
|                                                 |                       |
|                                                 | Sarothrura rufa       |
|                                                 |                       |
|                                                 | Rallicula forbesi     |
| Vorlage:Klade/Wartung/3 Vorlage:Klade/Wartung/4 |                       |

|  | Aptornis defossor †    |
|  |                        |
|  | Aptornis otidiformes † |
|  |                        |

## Arten
- Nesotrochis debooyi Wetmore, 1918, Fundstellen: Puerto Rico sowie St. Thomas, St. John und St. Croix in den Amerikanischen Jungferninseln
- Nesotrochis picapicensis (Stephan & Fischer, 1971), Fundstelle: Pio-Domingo-Höhle in Kuba
- Nesotrochis steganinos Olson, 1974, Fundstelle: St. Michel de l’Atalaye in Haiti